# 韓松伊
韓松伊（韓語：韓송이，1984年9月5日—），女，韓國排球運動員，現為韓國國家女子排球隊隊員。

## 簡歷
2012年7月，韓松伊代表韓國出戰英國倫敦舉行的奥林匹克运动会女子排球比賽。

## 個人生活
韓松伊的胞姊韓有美同為排球運動員，亦是韓國國家女子排球隊隊員。